# South Algonquin
South Algonquin to gmina (ang. township) w Kanadzie, w prowincji Ontario, w dystrykcie Nipissing.
Powierzchnia South Algonquin to 871,21 km².
Według danych spisu powszechnego z roku 2001 South Algonquin liczy 1278 mieszkańców (1,47 os./km²).